# Mateo de Angulo
Mateo de Angulo Velasco, född 18 juni 1990, är en colombiansk simmare.
de Angulo tävlade för Colombia vid olympiska sommarspelen 2012 i London, där han blev utslagen i försöksheatet på 400 meter frisim.